# Chironomus peringueyi
Chironomus peringueyi är en tvåvingeart som beskrevs av Jean-Jacques Kieffer 1923. Chironomus peringueyi ingår i släktet Chironomus och familjen fjädermyggor. Inga underarter finns listade i Catalogue of Life.